# Kościół św. Jana Chrzciciela w Księginicach Wielkich
Kościół św. Jana Chrzciciela w Księginicach Wielkich – rzymskokatolicki kościół parafialny zlokalizowany w Księginicach Wielkich (powiat strzeliński).

## Historia
Pierwszy kościół we wsi zbudowano około 1295. Obecny obiekt wzniesiono na przełomie XV i XVI wieku. Został gruntownie przebudowany w XVIII wieku oraz poddany restauracji w XIX wieku.

## Architektura
Obiekt jest orientowany, murowany, na rzucie prostokąta, posiada czworoboczną wieżę od strony zachodniej zwieńczoną cebulastym hełmem. We wnętrzu zachowane są barokowe: ołtarz główny (1720) i ambona z postaciami Czterech Ewangelistów w rogach, pochodzące z początku XVIII wieku. W nastawie ołtarza głównego znajduje się obraz z 1672 ukazujący św. Jana Chrzciciela. Drewniana chrzcielnica pochodzi z 1819.